# Texas Tyrants
I Texas Tyrants sono una franchigia pallavolistica maschile statunitense, con sede a Lewisville (Texas): militano in NVA.

## Storia
I Tennessee Tyrants vengono fondati nel 2020 come franchigia di nuova espansione della NVA. Partecipano al loro primo torneo in occasione dello NVA Showcase 2020, dopo il quale la franchigia viene trasferita a Lewisville, in Texas, cambiando nome in Texas Tyrants.

## Rosa 2023
| N° | Nome              | Ruolo | Data di nascita  | Nazionalità sportiva |
| -- | ----------------- | ----- | ---------------- | -------------------- |
| 1  | Anthony Robinson  | S     | 10 novembre 1991 | Stati Uniti          |
| 2  | Mario Meza        | L     | 9 dicembre 1992  | Stati Uniti          |
| 3  | Tanner Maxwell    | P     | 3 dicembre 1993  | Stati Uniti          |
| 4  | Skyler Marushige  | C     | 3 giugno 1998    | Stati Uniti          |
| 5  | Antwain Aguillard | C     | 22 agosto 1989   | Stati Uniti          |
| 6  | Austin Matautia   | S     | 9 febbraio 1998  | Stati Uniti          |
| 7  | Christopher Hall  | P     | 23 giugno 1999   | Stati Uniti          |
| 9  | Gianluca Grasso   | S     | 3 dicembre 1995  | Porto Rico           |
| 10 | Jake Langlois     | S     | 14 maggio 1992   | Stati Uniti          |
| 11 | José Mulero       | L     | 25 ottobre 1991  | Porto Rico           |
| 14 | Ryan Mather       | O     | 14 gennaio 1993  | Stati Uniti          |
| 15 | Vecas Lewin       | C     | 1º gennaio 1998  | Stati Uniti          |
| 17 | Joseph Grosh      | C     | 27 gennaio 1994  | Stati Uniti          |

## Denominazioni precedenti
- 2020: Tennessee Tyrants